# Hausbruch
Hausbruch, Hamburg-Hausbruch — dzielnica miasta Hamburg w Niemczech, w okręgu administracyjnym Harburg.  
1 kwietnia 1938 na mocy ustawy o Wielkim Hamburgu włączony w granice miasta.